# Germanocartus heydeni
Germanocartus heydeni is een keversoort uit de familie Rhynchitidae. De wetenschappelijke naam van de soort is voor het eerst geldig gepubliceerd in 1894 door Schlechtendal.